# Krokodyl meksykański
Krokodyl meksykański, krokodyl Moreleta (Crocodylus moreletii) – gatunek gada z rodziny krokodylowatych (Crocodylidae).
OpisPysk szeroki jak na krokodyla. Ubarwiony podobnie jak krokodyl amerykański, ale ogólnie ciemniejszy. Szaro-brązowy z ciemniejszymi paskami na grzbiecie i ogonie. Tęczówka jest srebrzysto-brązowa. Młode są ubarwione jasnożółto z czarnymi paskami.
RozmiaryDługość do 3 m.
BiotopGłównie obszary słodkowodne, w tym bagna wśród lasów. Przebywa też w słonawej wodzie w pobliżu morskich wybrzeży.
PokarmRyby i inne kręgowce.
BehawiorTrudniejsze okresy pory suchej spędzają w norach.
RozmnażaniePrzed nadejściem pory deszczowej samica buduje gniazdo w kształcie kopca (ok. 3 m szerokie i 1 m wysokie), do którego składa od 20 do 45 jaj. Gniazdo znajduje się w pobliżu wody. Zdarza się, że kilka samic składa jaja do tego samego gniazda. Wylęgłe młode ochraniają zarówno samica jak i samiec.
WystępowanieAmeryka Środkowa: Wschodni Meksyk, Gwatemala i Belize (półwysep Jukatan). Liczebność dzikiej populacji szacuje się od 10000 do 20000 osobników.